# Список національних парків Італії
В Італії налічується 23 національних парки. Вони займають 5 % території країни.

## Список національних парків Італії

Мапа національних парків Італії

- Абруццо, Лаціо й Молізе Національний парк
- Національний парк Гран-Парадізо
- Національний парк Ціркео
- Національний парк Стельвіо
- Національний парк Сіля
- Національний парк Аспромонте
- Національний парк Доломіті Беллунесі
- Національний парк Гран-Сассо-е-Монті-делла-Лага
- Національний парк Ціленто і Валло ді Діано
- Національний парк Маєлла
- Національний парк Ґарганно
- Національний парк Валь Ґранде
- Національний парк Полліно
- Національний парк Форесте Касентінесі, Монте Фалтерона і Кампіна
- Національний парк Монті Сібілліні
- Національний парк Архіпелаг Мадаллена
- Національний парк Везувій
- Національний парк Архіпелаг Тоскана
- Національний парк Азінара
- Національний парк Чинкве Терре
- Національний парк Ґольфо ді Оросей і Ґеннарґенту
- Національний парк Аппеніно Тоско-Емільяно
- Національний парк Валь д'Агрі і Лаґонегресе